# Université de Sudbury
L'Université de Sudbury est une université francophone à Sudbury, Ontario. 
L'université est fondée sous le nom de Collège du Sacré-Cœur en 1913 par les Jésuites. Exclusivement français après 1916, le Collège Sacré-Cœur est le centre d'éducation des jeunes Franco-Ontariens depuis des décennies puisqu'il fut le premier, et pendant longtemps, le seul établissement d'enseignement supérieur dans le Nord de l'Ontario. En 1957, elle change de nom et devient l'Université de Sudbury. En 1959, elle devient une université bilingue. En 1960, elle forme la composante catholique de l'Université Laurentienne.
L'université se sépare en tant qu'établissement laïque et francophone en 2021, à la suite de la crise financière de l'Université Laurentienne (en). À partir de 2023, son avenir est douteux lorsque le gouvernement provincial de Doug Ford refuse de financer l'université,,.